# جاسبر كينت
جاسبر كينت (بالإنجليزية: Jasper Kent)‏ هو كاتب بريطاني، ولد في 16 مارس 1968 في ورشستر في المملكة المتحدة.